# 塞浦路斯大瘟疫
塞浦路斯大瘟疫（英語：Plague of Cyprian）是一場大流行病，大約在公元249年至262年 或251/2至270年間發生於羅馬帝國。人們普遍認為瘟疫造成糧食生產和羅馬軍隊的廣泛人力短缺，在三世紀危機嚴重削弱了帝國。 它的現代名稱是為紀念早期的基督教作家迦太基主教圣西普里安，他見證並描述了瘟疫。 由於來源稀少，瘟疫的誘因並不能確定，但病因可能有包括天花，流行性流感和埃博拉出血热等病毒。羅馬皇帝克勞狄二世可能染上了此次瘟疫而於270年病逝。
塞浦路斯大瘟疫的具体死亡人数未知，但据记载罗马城每日有5000人死于该瘟疫。